# Action Biker
Action Biker è un videogioco uscito nel 1985 per lo ZX Spectrum, il Commodore 64 e la famiglia Atari 8-bit, pubblicato dalla Mastertronic.
Alcune versioni presentano il protagonista come Clumsy Colin, mascotte pubblicitaria degli Skips, uno snack prodotto dalla britannica KP Snacks. Durante l'azione di gioco comunque il personaggio è visibile come un generico motociclista (biker).
La musica su Commodore 64 è stata composta dal musicista Rob Hubbard.

## Modalità di gioco
Il giocatore controlla il protagonista, Clumsy Colin, che corre a bordo della sua motocicletta attraverso un paesaggio a scorrimento multidirezionale alla ricerca di equipaggiamenti extra per il suo mezzo. I controlli sono rotazionali, ovvero accelerazione decelerazione e sterzata, mentre il pulsante permette di cambiare marcia.
Dopo aver raccolto tutti gli oggetti dovrà correre una gara che vedrà come avversario un altro pilota controllato dal computer. C'è un limite di tempo e si hanno a disposizione un numero di vite che si riducono urtando gli oggetti sullo sfondo.
La versione per Atari e Commodore 64 è dotata di una grafica con vista isometrica mentre la versione per Spectrum ha un punto di vista bidimensionale; questa versione presenta anche altre notevoli differenze e ricevette generalmente pessime valutazioni dalla critica.
Ci sono vari punti chiave sulla mappa: la stazione di benzina dove è possibile rifornirsi, il lago (inclusa un'isola inizialmente inaccessibile), le montagne russe, che possono essere percorse nella versione per Atari e Commodore 64, e il sito di costruzione, che cambia forma al progredire del gioco.
Tra gli accessori extra che si possono raccogliere, un nuovo cambio che permette al giocatore di cambiare a una marcia più corta per una superiore accelerazione. Alcuni oggetti sono invece del tutto inutili, ma si scopre cosa sono solo nel momento in cui li si raccoglie.